# Anisocentropus io
Anisocentropus io là một loài Trichoptera trong họ Calamoceratidae. Chúng phân bố ở miền Australasia.